# Antilope du Tibet
Pantholops hodgsonii
Tribu
Genre
Espèce
Statut de conservation UICN

 NT  : Quasi menacé
Statut CITES
Répartition géographique
L'antilope du Tibet (Pantholops hodgsonii), tchirou ou chirou ou encore chiru, est une espèce de capriné (famille des bovidés) qui se rencontre sur le plateau du Tibet en République populaire de Chine, en Inde, et, dans la première moitié du XIXe siècle, également très rarement au Népal,.
C'est la seule espèce du genre Pantholops. Son nom scientifique, hodgsonii, est dédié à l'administrateur colonial, ethnologue et naturaliste britannique Brian Houghton Hodgson (1800-1894).
Cet animal fournit une laine très prisée appelée shahtoosh, transformée par les populations locales pour la fabrication de châles.

## Morphologie

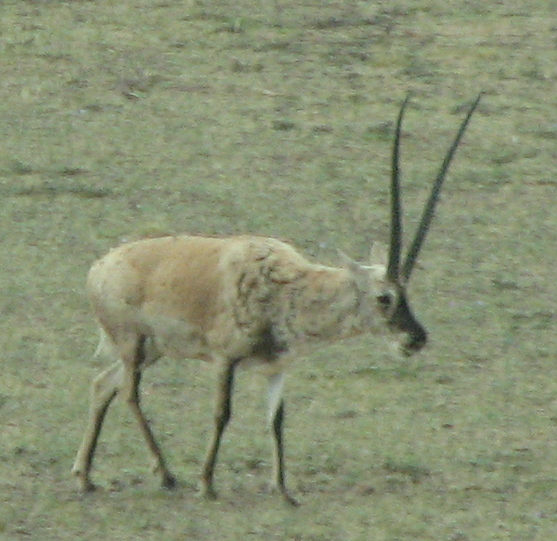
Antilope du Tibet sur le plateau du Changtang

Son pelage laineux lui procure une bonne isolation thermique pour affronter la rigueur de l'hiver tibétain. La robe est claire avec des reflets rosés. Contrairement à la norme chez les bovidés, seul le mâle porte des cornes.
- Longueur du corps : 110 à 140 cm
- Longueur des cornes : en S, annelées à l'avant sur les 2/3 inférieurs.
- Hauteur au garrot : 73 à 94 cm
- Poids adulte : 25 à 40 kg[5]
- Vitesse: 80 km/h d'après un ouvrage du zoologue Tan Bangjie de 1996[6][citation nécessaire], 70 à 100 km/h d'après le Quotidien du Peuple en 2005[7].

## Position phylogénétique
|         | (…) |
|         | |
|         | \| Ovina \| Nilgiritragus, Ovis… \| \| \| Nilgiritragus, Ovis… \| \| Caprina \| Pseudois, Hemitragus, Capra… \| \| \| Pseudois, Hemitragus, Capra… \| |
|         | |
| Ovina   | Nilgiritragus, Ovis… |
|         | Nilgiritragus, Ovis… |
| Caprina | Pseudois, Hemitragus, Capra… |
|         | Pseudois, Hemitragus, Capra… |

| Ovina   | Nilgiritragus, Ovis…         |
|         | Nilgiritragus, Ovis…         |
| Caprina | Pseudois, Hemitragus, Capra… |
|         | Pseudois, Hemitragus, Capra… |

|         | (…) |
|         | |
|         | \| Ovina \| Nilgiritragus, Ovis… \| \| \| Nilgiritragus, Ovis… \| \| Caprina \| Pseudois, Hemitragus, Capra… \| \| \| Pseudois, Hemitragus, Capra… \| |
|         | |
| Ovina   | Nilgiritragus, Ovis… |
|         | Nilgiritragus, Ovis… |
| Caprina | Pseudois, Hemitragus, Capra… |
|         | Pseudois, Hemitragus, Capra… |

| Ovina   | Nilgiritragus, Ovis…         |
|         | Nilgiritragus, Ovis…         |
| Caprina | Pseudois, Hemitragus, Capra… |
|         | Pseudois, Hemitragus, Capra… |

|         | (…) |
|         | |
|         | \| Ovina \| Nilgiritragus, Ovis… \| \| \| Nilgiritragus, Ovis… \| \| Caprina \| Pseudois, Hemitragus, Capra… \| \| \| Pseudois, Hemitragus, Capra… \| |
|         | |
| Ovina   | Nilgiritragus, Ovis… |
|         | Nilgiritragus, Ovis… |
| Caprina | Pseudois, Hemitragus, Capra… |
|         | Pseudois, Hemitragus, Capra… |

| Ovina   | Nilgiritragus, Ovis…         |
|         | Nilgiritragus, Ovis…         |
| Caprina | Pseudois, Hemitragus, Capra… |
|         | Pseudois, Hemitragus, Capra… |

|         | (…) |
|         | |
|         | \| Ovina \| Nilgiritragus, Ovis… \| \| \| Nilgiritragus, Ovis… \| \| Caprina \| Pseudois, Hemitragus, Capra… \| \| \| Pseudois, Hemitragus, Capra… \| |
|         | |
| Ovina   | Nilgiritragus, Ovis… |
|         | Nilgiritragus, Ovis… |
| Caprina | Pseudois, Hemitragus, Capra… |
|         | Pseudois, Hemitragus, Capra… |

| Ovina   | Nilgiritragus, Ovis…         |
|         | Nilgiritragus, Ovis…         |
| Caprina | Pseudois, Hemitragus, Capra… |
|         | Pseudois, Hemitragus, Capra… |

N.B. les positions phylogénétiques d'Ammotragus, Arabitragus, Oreamnos ou Rupicapra restent incertaines.

## Répartition géographique
On peut rencontrer l'animal à des hauteurs de 3 700 à 5 500 m dans les steppes isolées du plateau tibétain : région autonome du Tibet, à l'ouest (également le sud) de la région autonome ouïgour du Xinjiang et dans la province du Qinghai en Chine occidentale, et Ladakh, région de l'État du Jammu-et-Cachemire au nord-ouest de l’Inde Bien que Lesson l'y ai observé en 1827, elle est très rare au Népal.
Elle migre en juin, vers cette la réserve naturelle nationale de Qinghai-Hoh Xil, pour donner naissance à ses petits, et repart vers septembre.

## Une espèce en danger

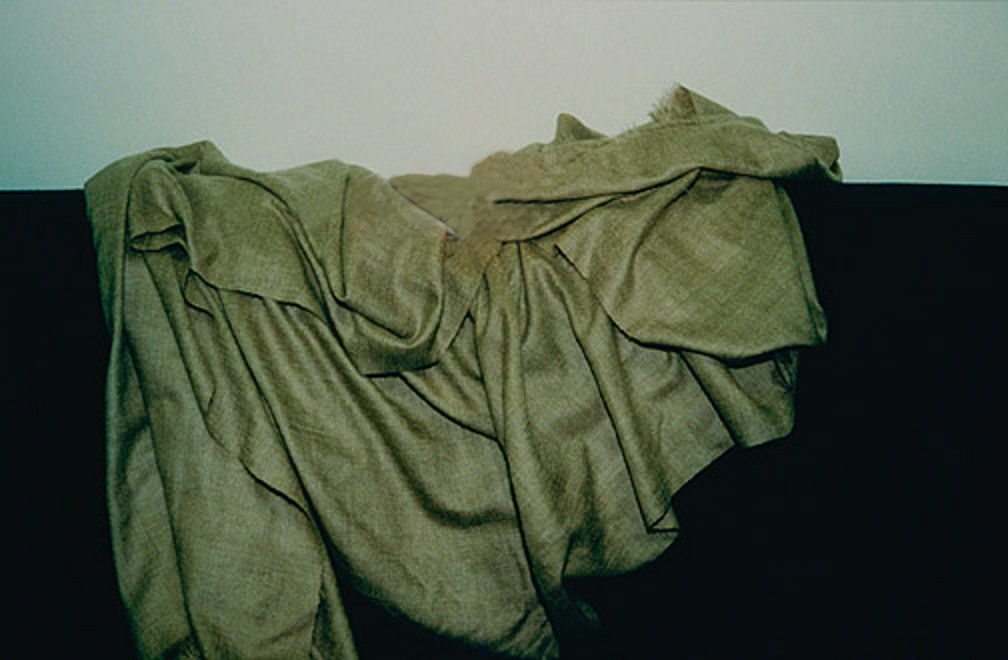
Châle en shahtoosh qui, menaçant la survie de l'espèce.

### Chasse, braconnage et commerce
D'après l'édition de 2005 de Endangered Species Handbook de l'ONG américaine Animal Welfare Institute, elle y est traditionnellement chassée et commercialisée pour sa laine, de façon limitée en région autonome du Tibet (Chine), et au Kashmir (Inde).
Bien que l'habitat de l'antilope soit difficilement accessible, le prix énorme du shahtoosh (jusqu'à 1 250 $/kg) et les petites amendes pour des infractions ont, d'après un rapport de Kumar en 1993, alimenté les échanges illégaux. En juin 1993, les douanes indiennes ont saisit 105 kg de shahtoosh en provenance de Katmandou au Népal. Une antilope tuée fournit 150 grammes de laine, il faut 2 antilopes pour produire une écharpe (Schaller, 1996, 1998).
Un marché important s'est développé en Inde, Népal, et différents pays occidentaux d'après une étude de George Schaller de 1998. En 2000, elle est totalement protégée par les gouvernements nationaux chinois et indien, cependant, l'état du Jammu-et-Cachemire en Inde, autorise le commerce du shahtoosh, défiant ainsi l'interdiction du national Indian Wildlife Protection Act (Currey 1996). Une chasse illégale est continuée par les braconniers et certains fonctionnaires du gouvernement Tibétain, tandis que la laine est traitée en Inde, d'après un rapport de Schaller de 1998.
Le dissident chinois Hu Jia a commencé à s’engager publiquement au début des années 1990. Diplômé en économie, il devient membre de la Brigade du yak sauvage, une ONG qui défend les antilopes tibétaines en danger de disparition du fait d’un braconnage toléré par les autorités chinoises et de l’organisation de chasses fort lucratives au Tibet.

### Mesures de protection

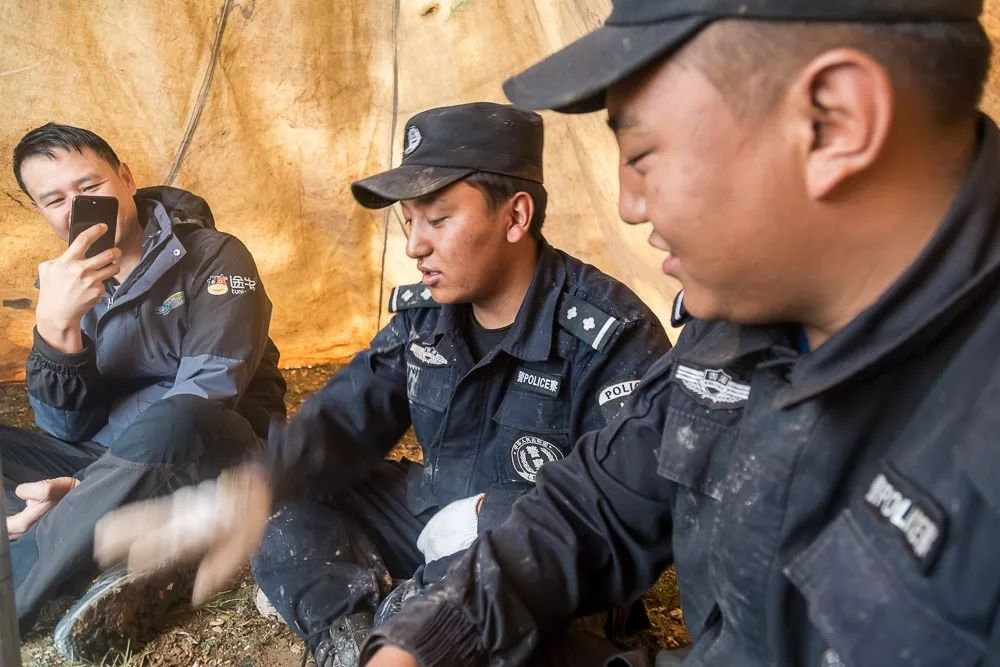
Gardes de la réserve naturelle nationale de Qinghai-Hoh Xil

L'antilope tibétaine est inscrite dans la liste des espèces en danger par l'Union internationale pour la conservation de la nature et d'autres organismes locaux comme le United States Fish and Wildlife Service américain, en raison du braconnage commercial pour la laine de sa « sous-toison », de la compétition avec des troupeaux locaux domestiqués et le développement de leur pâturage et à cause l'extraction de l'or dans l'habitat du Chiru. La laine du Chiru, connue sous le nom de shahtoosh, est chaude, douce et très légère. Elle est considérée comme la plus chaude du monde. La laine ne peut seulement être obtenue qu'en tuant l'animal.
Depuis 1979 le commerce international du shahtoosh est interdit par la Convention sur le commerce international des espèces de faune et de flore sauvages menacées d'extinction (CITES)[réf. souhaitée].
En 1993, est établie l'aire protégée nationale du Changthang.

Réserve naturelle nationale de Qinghai-Hoh Xil en marron et zone tampon en bleu, sur la carte de la province du Qinghai

Depuis 1998, l'antilope est strictement protégée dans la réserve naturelle nationale de Qinghai-Hoh Xil intégrant une grande partie du massif du Kunlun et le Nord du Changtang.
L'aire protégée nationale du Changthang est élevée au niveau d'aire protégée en 2000.
Le braconnage dans les réserves nationales en Chine, pratiqué principalement pour la consommation de viande ou la confection de produits artisanaux, est difficile à contrôler car si la possession d'armes à feu est officiellement interdite en Chine depuis 1995, un certain nombre de minorités ethniques disposent d’armes à feu artisanales pour la chasse.
Des groupes de volontaires tibétains se forment pour arrêter la chasse illégale. Elle est dépeinte en 2004 dans le film chinois, Kekexili, la patrouille sauvage (可可西里).
En juin 2004, le gouverneur de l'État du Jammu-et-Cachemire a demandé au gouvernement fédéral d'Inde d'interdire, suivant la réglementation du CITES, le braconnage de l'antilope du Tibet[réf. souhaitée].
Lors de la construction de la ligne ferroviaire Qing-Zang, inaugurée le 1er juillet 2006, des passages ont été aménagés pour permettre la migration des troupeaux.

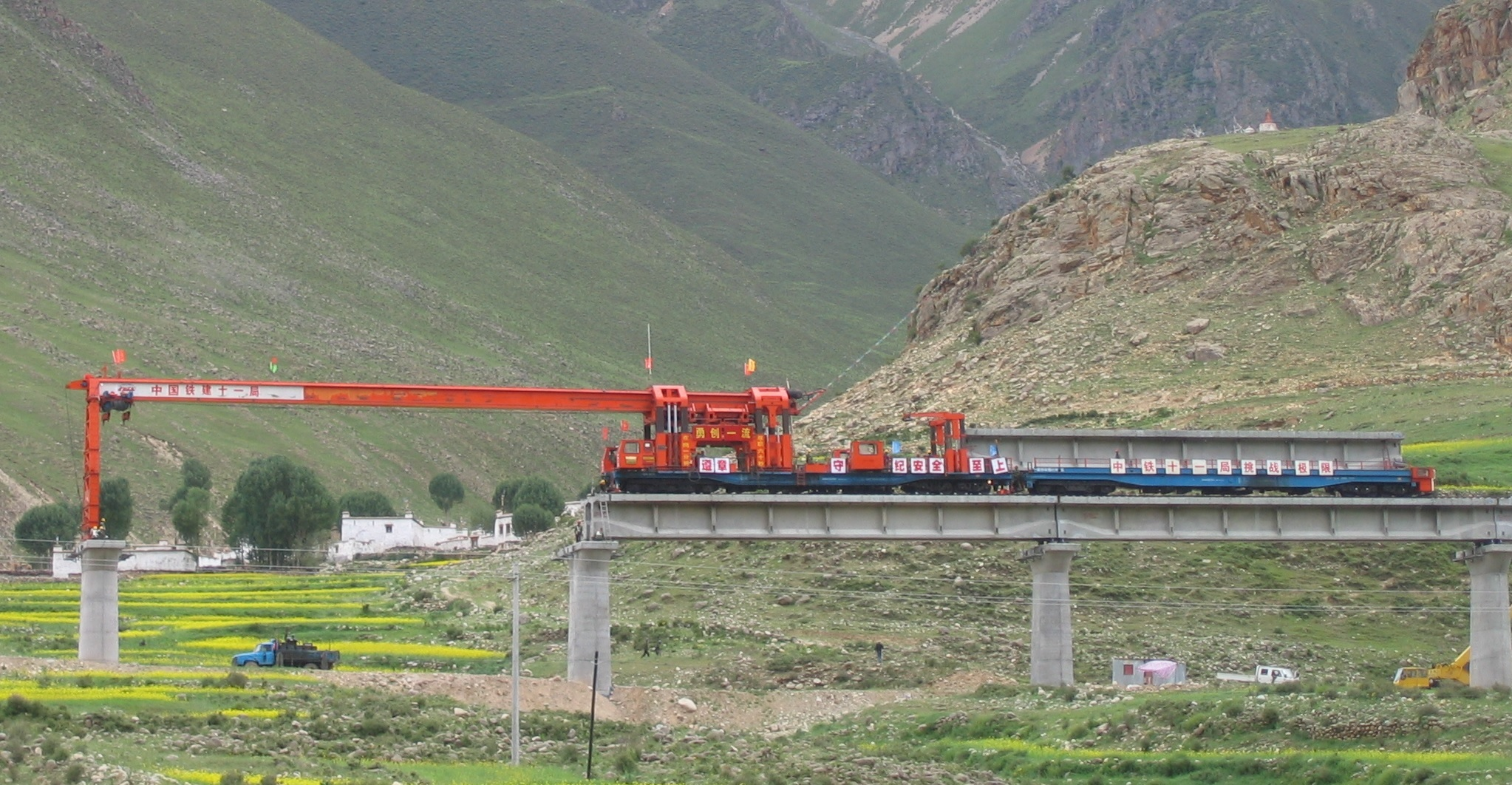
Pose d'un tablier de viaduc lors de la construction, permettant la connectivité écologique, et ainsi de laisser passer les antilopes et de minimiser l'empreinte au sol.
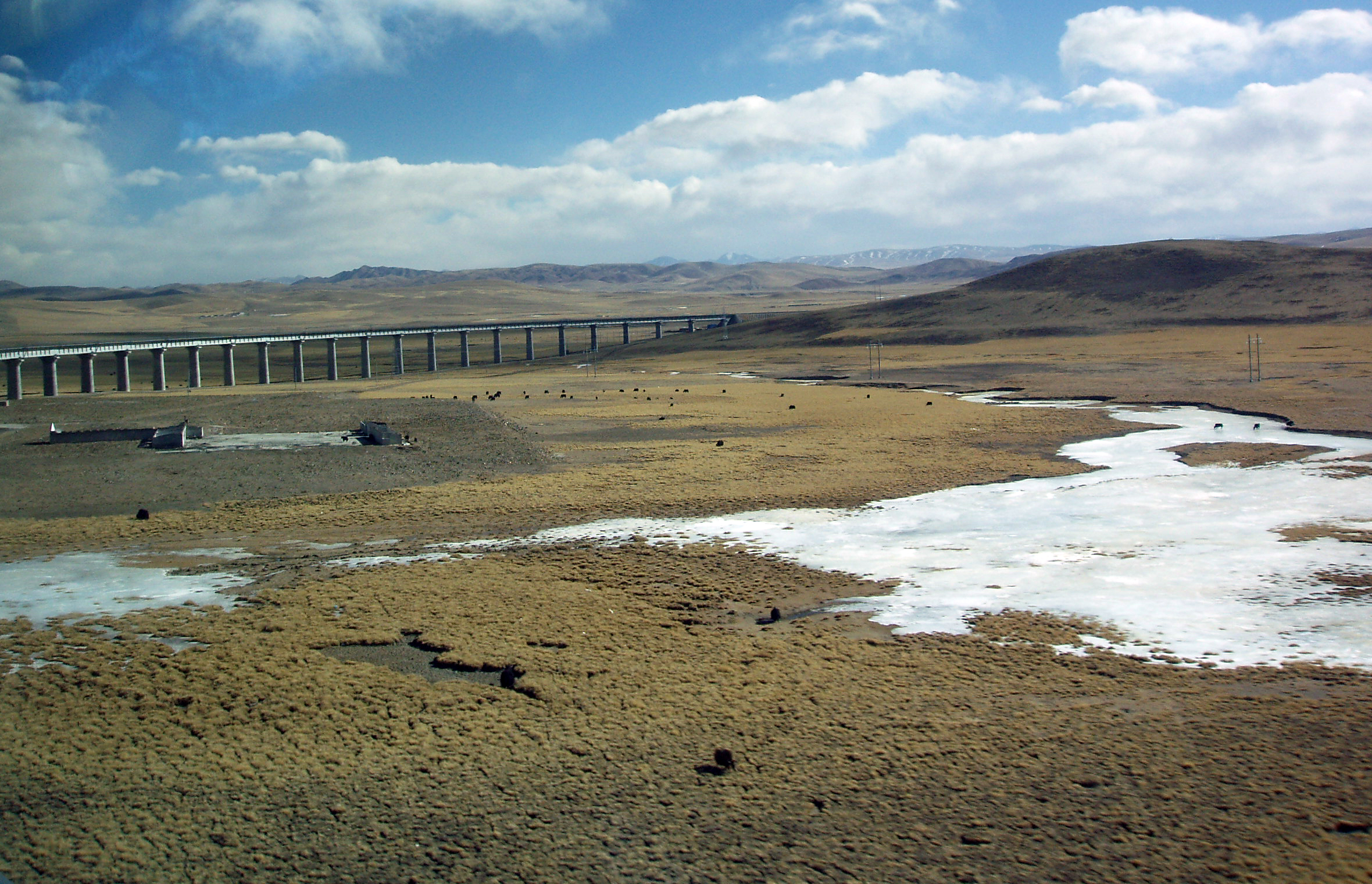
Les viaducs de la ligne ferroviaire Qing-Zang permettent aux animaux de passer librement sous la ligne, ici des yacks.
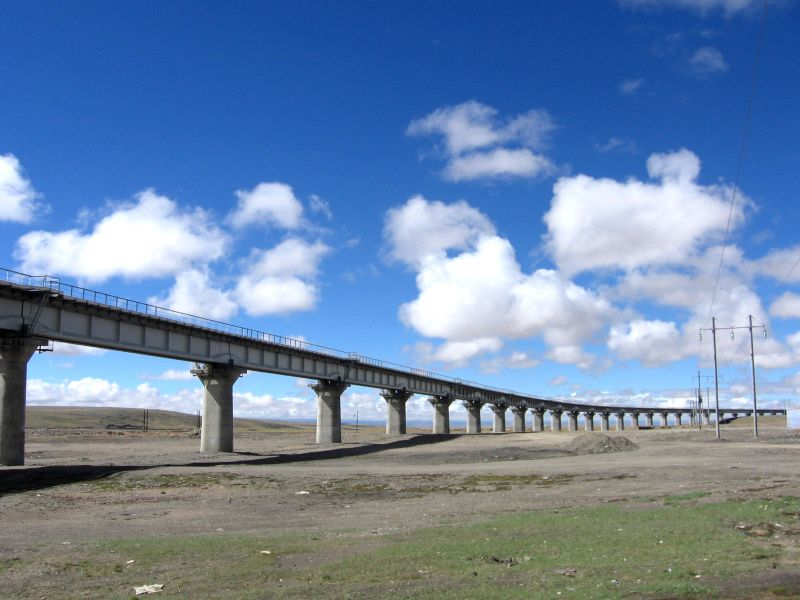

### Évolution de la population
Au milieu des années 1990, la population était estimée à 200 en Inde et environ 75 000 en Chine, contre une population totale estimée à environ un million d'animaux un siècle auparavant. De grands troupeaux étaient observés au XIXe siècle d'après un article de Schaller de 1998. Elle était classée comme vulnérable en 1996 par la liste rouge de l'UICN, puis en danger en 2000 avec environ 20 000 animaux tués chaque année.
Un rapport publié par Xinhua en juin 2010, faisait déjà état de 120 000 spécimens dans la préfecture de Nagqu, soit un doublement de la population par rapport à 2000.
Un article de juillet 2017 du Quotidien du peuple fait état de 200 000 têtes dans le seul Changtang, dont la superficie est de 298 000 km2 et une altitude moyenne de 5 000 mètres. En avril 2021, le même quotidien rapporte les mots de Zhang Zhizhong, responsable du département de la protection de la vie sauvage du institut national des forêts et prairies faisant état d'une population dépassant les 300 000 individus et de la quasi-éradication du braconnage, qui était très actif dans les années 1990.

## Dans la culture populaire
La lutte d'un groupe de volontaires tibétains pour arrêter la chasse illégale d'antilopes a été dépeinte en 2004 dans le film chinois Kekexili, la patrouille sauvage.
La mascotte jaune Yingying (迎迎), un des cinq fuwa des Jeux olympiques d'été de 2008 à Pékin, symbolise une antilope du Tibet.

### GenrePantholops
- (en) Mammal Species of the World (3e  éd., 2005) : Pantholops
- (fr) CITES : taxon  Pantholops hodgsonii (sur le site du ministère français de l'Écologie) (consulté le 11 mai 2015)
- (fr + en) ITIS : Pantholops Hodgson, 1834
- (en) Animal Diversity Web : Pantholops
- (en) NCBI : Pantholops (taxons inclus)
- (fr + en) CITES : genre Pantholops (sur le site de l’UNEP-WCMC)

### EspècePantholops hodgsonii
- (en) Mammal Species of the World (3e  éd., 2005) :  Pantholops hodgsonii
- Ultimate Ungulate : Pantholops hodgsonii (en)
- (fr + en) ITIS : Pantholops hodgsonii (Abel, 1826)
- (en) Animal Diversity Web : Pantholops hodgsonii
- (en) NCBI : Pantholops hodgsonii (taxons inclus)
- (en) UICN : espèce Pantholops hodgsonii Abel, 1826 (consulté le 11 mai 2015)
- (en) CITES : Pantholops hodgsonii Abel, 1826  (+ répartition sur Species+) (consulté le 11 mai 2015)
- (en) Fonds documentaire ARKive : Pantholops hodgsonii